# Alderpoint, Kalifornija
Alderpoint je naseljeno područje za statističke svrhe u američkoj saveznoj državi Kalifornija. Prema popisu stanovništva iz 2010. u njemu je živjelo 186 stanovnika.